# Побуна Керенског и Краснова
Побуна Керенског и Краснова (9-14. новембра 1917) била је неуспели покушај реакције након победе Октобарске револуције у Петрограду (7. новембра 1917).

## Побуна
Након избијања бољшевичког устанка у Петрограду 6. новембра 1917, председник Привремене владе Александар Керенски побегао је у штаб Северног фронта у Пскову. До јутра 7. новембра скоро читав Петроград био је у рукама бољшевика, а Зимски дворац, у коме је била опседнута Привремена влада под заштитом одреда јункера и женског ударног батаљона, нападнут је у 21 сат и 45 минута и освојен 8. новембра у 2 часа и 10 минута. Чланови Привремене владе су ухапшени, а 8. новембра увече Други сверуски конгрес совјета, под контролом бољшевика, преузео је сву власт у Русији и формирао нову владу, Савет народних комесара, са Лењином на челу.
Сутрадан после победе оружаног устанка у Петрограду, Керенски је уз помоћ генерала Петра Краснова повео на Петроград јединице Северног фронта одане Привременој влади, које су до 10. новембра заузеле Гатчину и Царско село и непосредно угрозиле престоницу. У Петрограду је 11. новембра избила побуна око 1.000 питомаца и официра, али без подршке међу радницима и војницима (којих је у Петрограду било око 200.000 под оружјем), побуна је угушена истог дана. Од 12. до 14. новембра Црвена гарда разбила је козачке одреде Краснова на Пулковским висовима код Гатчине. Керенски је побегао на Дон, атаману Каледину, а Краснов је пуштен на реч да се више неће борити против револуције.